# Hafen Passau
Der Hafen Passau an der Donau im Dreiländereck Bayern, Böhmen und Österreich ist einer der sechs Häfen von bayernhafen. Weitere Betreiber sind u. a. die Stadtwerke Passau und die BayWa.

## Lage
Er besteht aus zwei Teilen in den Ortsteilen Schalding (⊙) bei Donaukilometer 2233,3 rechts und Racklau (⊙) bei km 2228,4. Der ehemalige Ölhafen im Stadtteil Grubweg (⊙), km 2222,2 ist aufgelassen und verfügt über keine Umschlagseinrichtungen mehr.
Über die Hauptmagistrale des europäischen Eisenbahnnetzes (Frankfurt – Nürnberg – Linz – Wien) und die Bundesautobahn 3 (Frankfurt) verfügt der Standort Passau über Schienen- und Straßenanbindungen zu den benachbarten Wirtschaftsregionen Deutschlands und Europas.

## Geschichte
Die günstige Lage der Drei-Flüsse-Stadt wurde schon früh für den Handel auf dem Inn und der Donau genutzt. Die erste Anlegestelle für Schiffe war die Passauer Lände in der heutigen Altstadt.
Aufgrund des ständig wachsenden Güterverkehrs entschloss man sich 1900 zum Bau eines Winterhafens bzw. eines – wie er damals genannt wurde – Zufluchthafens. Hierzu wurde die Insel Racklau durch einen schräg aufwärts gegen den Strom gebauten, 1068 m langen Damm mit dem rechten Donauufer verbunden. Eine 667 m lange Kaimauer, Gleis- und Straßenanschluss machten aus der ehemaligen Insel einen vollwertigen Hafen.
Im Winter 1902/03 wurde mit Passau-Racklau der östlichste deutsche Binnenhafen eröffnet.
Einen Aufschwung erfuhr der Hafen 1922 durch den Bau der Kachlet-Staustufe. Durch den Ausbau des Donauabschnitts zwischen Auerbach und Hofkirchen konnten die Schiffe ohne große Schwierigkeiten 120 km weiter nach Westen fahren.
Durch die Verordnung vom 27. August 1925 wurden die Hafenämter in Ludwigshafen am Rhein, Aschaffenburg, Regensburg und Passau eingerichtet. Gemeinsam bildeten sie die „Landeshafenverwaltung“ in der Staatsbauverwaltung, die wiederum dem Staatsministerium des Innern unterstand. 1931 wurde das Hafenamt Passau aufgelöst und die Geschäftsaufgaben dem Hafenamt Regensburg zugewiesen.
Die Kachlet-Staustufe mit der durch sie garantierten konstanten Wasserhöhe bildete in den 1980er Jahren die Grundlage für die RoRo-Anlage in Schalding r. d. Donau. 1983 wurde mit dem Bau der RoRo-Anlage im etwa fünf Kilometer nordwestlich von Racklau entfernten Schalding begonnen. Die Aufnahme des RoRo-Verkehrs bedeutete für Passau einen enormen Aufschwung im Güterumschlag. Heute finden mehrmals wöchentlich Trailerverkehre per RoRo-Katamaran in das bulgarische Vidin statt.

## Beschreibung
Über die Binnenwasserstraße ist der Hafen mit 13 europäischen Ländern verbunden. Im Hafen Schalding befindet sich auch die Abfertigungsstelle des Zollamtes Passau.
Mit einem jährlichen Gütergesamtumschlag von knapp 500.000 Tonnen spielt der Hafen Passau heute eine bedeutende wirtschaftliche Rolle im Dreiländereck. Neben Agrarprodukten, Metallen, Granit oder Fahrzeugen werden auch Sperrgüter wie Flügel für Windkraftanlagen umgeschlagen, die dann mit dem Schiff nach Ungarn, Bulgarien oder Rumänien weitertransportiert werden.
Im Jahr 2016 hatte der Hafen Passau mit 292.386 t Schiffsgüterverkehr einen Anteil von 4,08 % des Schiffsgüterverkehrs in Bayern, der 2016 bei insgesamt 7.174.477 t lag.
Auf einer Fläche von 25 Hektar haben sich 11 Unternehmen angesiedelt, die 121 Menschen einen Arbeitsplatz bieten.
Krane bis max. 120 Tonnen Nutzlast, 650 Meter Kailänge und 3,0 Kilometer hafeneigenes Gleisnetz gehören zur Infrastruktur des Hafens. Ebenso eine Roll-on-roll-off-Anlage (RoRo), mit der straßengängige Güter aller Art ohne Umschlaggeräte von Schiff auf Land (oder umgekehrt) umgeschlagen werden können.
Die Umfragen und Erhebungen bei der transportierenden und verladenden Wirtschaft im Umkreis von Passau hatten ergeben, dass in diesem Bereich ausreichendes Potential für ein hohes schifffahrtsbezogenes Verkehrsaufkommen besteht. Im Hafen Passau-Racklau war allerdings eine zukunftsfähige, trimodale Hafennutzung aufgrund der eingeschränkten Hochwasserfreiheit sowie aufgrund des fehlenden Bahnanschlusses in Verbindung mit der Innenstadtnähe nicht möglich. Der Ausbau des Standortes Passau-Schalding wurde daher beschlossen und es wurde bedarfsabhängig und abschnittsweise begonnen, den Standort zu einem leistungsfähigen trimodalen Hafen mit den dafür erforderlichen Umschlags- und Lagermöglichkeiten auszubauen.

## Geschäftszahlen

### Güterumschlag nach Verkehrsträgern im Hafen Passau
in tausend Tonnen
| Jahr | Schiff | Bahn | Lkw | Gesamt |
| ---- | ------ | ---- | --- | ------ |
| 2005 | 328    | 0    | 127 | 454    |
| 2006 | 380    | 1    | 215 | 596    |
| 2007 | 312    | 2    | 196 | 510    |
| 2008 | 346    | 2    | 235 | 583    |
| 2009 | 396    | 9    | 248 | 653    |
| 2010 | 323    | 20   | 233 | 576    |
| 2011 | 346    | 15   | 290 | 651    |
| 2012 | 390    | 7    | 226 | 623    |
| 2013 | 281    | 5    | 203 | 489    |
| 2014 | 269    | 3    | 150 | 422    |
| 2015 | 290    | 33   | 146 | 469    |
| 2016 | 292    |      |     |        |
| 2017 | 328    |      |     |        |

### Schiffsgüterverkehr nach Güterabteilung 2016

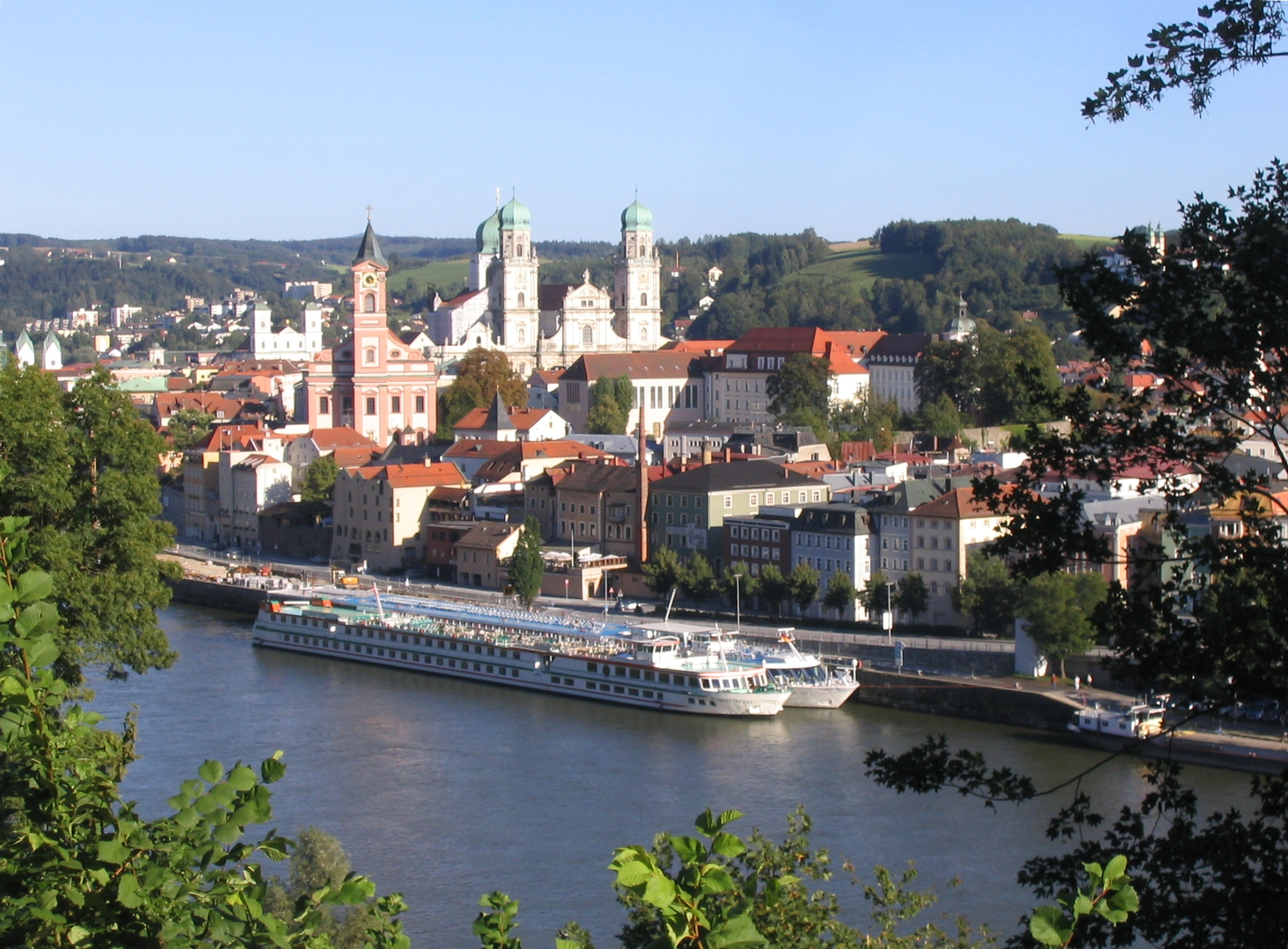
Lände für die Personenschifffahrt

| Güterabteilung | Güter                                           | Empfang   | Versand  | Gesamt    | Anteil |
| -------------- | ----------------------------------------------- | --------- | -------- | --------- | ------ |
| 01             | Landwirtschaftliche und verwandte Erzeugnisse   | 79.446 t  | 53.154 t | 132.600 t | 45,3 % |
| 02             | Kohle, rohes Erdöl und Erdgas                   | 31.759 t  |          | 31.759 t  | 10,9 % |
| 03             | Erze, Steine und Erden                          | 8.367 t   | 1.312 t  | 9.679 t   | 3,3 %  |
| 04             | Nahrungs- und Genussmittel                      | 24.617 t  | 8.552 t  | 33.169 t  | 11,3 % |
| 06             | Holzwaren, Papier, Pappe, Druckerzeugnisse      | 876 t     | 876 t    | 1.752 t   | 0,6 %  |
| 07             | Kokerei und Mineralölerzeugnisse                | 2.199 t   |          | 2.199 t   | 0,8 %  |
| 08             | Chemische Erzeugnisse                           | 42.192 t  | 5.105 t  | 47.297 t  | 16,2 % |
| 09             | Sonstige Mineralerzeugnisse (Glas, Zement etc.) | 19.020 t  |          | 19.020 t  | 6,5 %  |
| 10             | Metalle u. Metallerzeugnisse                    | 3.521 t   | 3.120 t  | 6.641 t   | 2,3 %  |
| 11             | Maschinen und Ausrüstungen, Haushaltsgeräte     | 40 t      | 513 t    | 553 t     | 0,2 %  |
| 12             | Fahrzeuge                                       | 387 t     | 4.269 t  | 4.656 t   | 1,6 %  |
| 19             | Nicht identifiz. Güter; unbekannt               | 790 t     | 2.271 t  | 3.061 t   | 1,0 %  |
| insgesamt      |                                                 | 213.214 t | 79.172 t | 292.386 t | 100 %  |

Modal Split 2015
- Schiff: 61,8 %
- Bahn: 7,1 %
- Lkw: 31,1 %

## Freizeit- und Personenschifffahrt
Für die Ausflugs- und Personenschifffahrt besteht ein gesonderter Anleger (Lände) in der Altstadt bei Donaukilometer 2226,5 rechts. Für Kleinfahrzeuge gibt es einen eigenen Hafen oberhalb der Schleuse Kachlet bei Donaukilometer 2231,1 links.